# Circonscription de Saint-Barthélemy et Saint-Martin
La circonscription de Saint-Barthélemy et de Saint-Martin est une circonscription législative française qui regroupe les collectivités d'outre-mer françaises de Saint-Barthélemy et Saint-Martin, archipels se trouvant dans les Antilles françaises.
Cette circonscription est la suite de leur détachement vis-à-vis du département d'outre-mer de la Guadeloupe depuis la loi organique no 2007-224 du 21 février 2007, totalement appliquée depuis juillet 2008, à la suite des référendums locaux en 2003.
Auparavant, les deux communes étaient intégrées à la quatrième circonscription de la Guadeloupe.

## Description géographique et démographique
La circonscription est délimitée par le découpage électoral de la réforme de la constitution française de juillet 2008.
Au 1er janvier 2016, la population légale de la circonscription est de 45 874 habitants : 9 417 pour Saint-Barthélemy
et 36 457 pour Saint-Martin.

## Historique des élections

### Élections de 2012
| Candidat       | Candidat         | Parti          | Premier tour | Premier tour | Second tour | Second tour |  |
| Candidat       | Candidat         | Parti          | Voix         | %            | Voix        | %           |  |
| -------------- | ---------------- | -------------- | ------------ | ------------ | ----------- | ----------- |  |
|                | Daniel Gibbs élu | UMP            | 2 639        | 39,88        | 4 107       | 52,23       |  |
|                | Guillaume Arnell | Divers gauche  | 1 695        | 25,61        | 3 756       | 47,77       |  |
|                | Louis Mussington | PS             | 1 107        | 16,73        |             |             |  |
|                | Jacques Hamlet   | Divers droite  | 513          | 7,75         |             |             |  |
|                | Louis Jeffry     | Divers droite  | 353          | 5,33         |             |             |  |
|                | Nicole Thiébault | FN             | 311          | 4,70         |             |             |  |
|                | Benoît Chauvin   | EÉLV           | 0            | 0            |             |             |  |
|                |                  |                |              |              |             |             |  |
| Inscrits       | Inscrits         | Inscrits       | 22 721       | 100,00       | 22 734      | 100,00      |  |
| Abstentions    | Abstentions      | Abstentions    | 15 884       | 69,91        | 14 551      | 64,01       |  |
| Votants        | Votants          | Votants        | 6 837        | 30,09        | 8 183       | 35,99       |  |
| Blancs et nuls | Blancs et nuls   | Blancs et nuls | 219          | 3,2          | 320         | 3,91        |  |
| Exprimés       | Exprimés         | Exprimés       | 6 618        | 96,8         | 7 863       | 96,09       |  |

### Élections de 2017
Député sortant : Daniel Gibbs (Les Républicains).
|                                                                                         |                                                    |                           |                           |                          |                          |
|                                                                                         |                                                    | Premier tour 10 juin 2017 | Premier tour 10 juin 2017 | Second tour 17 juin 2017 | Second tour 17 juin 2017 |
|                                                                                         |                                                    |                           |                           |                          |                          |
|                                                                                         |                                                    | Nombre                    | % des inscrits            | Nombre                   | % des inscrits           |
| Inscrits                                                                                | Inscrits                                           | 25 391                    | 100,00                    | 25 414                   | 100,00                   |
| Abstentions                                                                             | Abstentions                                        | 19 292                    | 75,98                     | 18 778                   | 73,89                    |
| Votants                                                                                 | Votants                                            | 6 099                     | 24,02                     | 6 636                    | 26,11                    |
|                                                                                         |                                                    |                           | % des votants             |                          | % des votants            |
| Bulletins blancs                                                                        | Bulletins blancs                                   | 114                       | 1,87                      | 185                      | 2,79                     |
| Bulletins nuls                                                                          | Bulletins nuls                                     | 73                        | 1,20                      | 125                      | 1,88                     |
| Suffrages exprimés                                                                      | Suffrages exprimés                                 | 5 912                     | 96,93                     | 6 326                    | 95,33                    |
|                                                                                         |                                                    |                           |                           |                          |                          |
| Candidat Étiquette politique (partis et alliances)                                      | Candidat Étiquette politique (partis et alliances) | Voix                      | % des exprimés            | Voix                     | % des exprimés           |
|                                                                                         |                                                    |                           |                           |                          |                          |
|                                                                                         | Claire Javois Les Républicains                     | 1 538                     | 26,01                     | 3 462                    | 54,73                    |
|                                                                                         | Inès Bouchaut-Choisy La République en marche       | 1 286                     | 21,75                     | 2 864                    | 45,27                    |
|                                                                                         | Jacques Hamlet Divers droite                       | 1 122                     | 18,98                     |                          |                          |
|                                                                                         | Marthe Ogoundélé-Tessi Divers droite               | 600                       | 10,15                     |                          |                          |
|                                                                                         | René Arnell Divers gauche                          | 331                       | 5,60                      |                          |                          |
|                                                                                         | Patrick Ouvrard Front national                     | 279                       | 4,72                      |                          |                          |
|                                                                                         | Anne-Karine Fleming Divers droite                  | 216                       | 3,65                      |                          |                          |
|                                                                                         | Benoît Chauvin Europe Écologie Les Verts           | 185                       | 3,13                      |                          |                          |
|                                                                                         | Patricia Chance-Duzant Divers                      | 127                       | 2,15                      |                          |                          |
| René-Jean Duret Divers (Parti du vote blanc)                                            | 121                                                | 2,05                      |                           |                          |                          |
| Richard-Antoine Lédée Divers                                                            | 61                                                 | 1,03                      |                           |                          |                          |
|                                                                                         | Grégory Isambourg Union populaire républicaine     | 27                        | 0,46                      |                          |                          |
|                                                                                         | Cyril Dieumegard Union des Patriotes               | 19                        | 0,32                      |                          |                          |
| Source : Ministère de l'Intérieur - Circonscription de Saint-Barthélemy et Saint-Martin |                                                    |                           |                           |                          |                          |

### Élections de 2022
Députée sortante : Claire Javois (Les Républicains)
| Candidat                 | Candidat                 | Parti et coalition       | Nuance                   | Premier tour | Premier tour | Second tour | Second tour |
| Candidat                 | Candidat                 | Parti et coalition       | Nuance                   | Voix         | %            | Voix        | %           |
| ------------------------ | ------------------------ | ------------------------ | ------------------------ | ------------ | ------------ | ----------- | ----------- |
|                          | Frantz Gumbs             | LREM (ENS)               | DVC                      | 2 383        | 47,10        | 3 921       | 67,21       |
|                          | Daniel Gibbs             | LR diss.                 | DVD                      | 1 398        | 27,60        | 1 913       | 32,79       |
|                          | Béatrice Caze            | REC                      | REC                      | 447          | 8,80         |             |             |
|                          | Claire Javois            | LR (UDC)                 | LR                       | 330          | 6,50         |             |             |
|                          | Sabrina Rivere-Bonzom    | SE                       | DIV                      | 304          | 6,00         |             |             |
|                          | Victor Paines Stephen    | GH                       | REG                      | 199          | 3,90         |             |             |
|                          |                          |                          |                          |              |              |             |             |
| Votes valides            | Votes valides            | Votes valides            | Votes valides            | 5 061        | 96,97        | 5 834       | 96,69       |
| Votes blancs             | Votes blancs             | Votes blancs             | Votes blancs             | 107          | 2,05         | 120         | 1,99        |
| Votes nuls               | Votes nuls               | Votes nuls               | Votes nuls               | 51           | 0,98         | 80          | 1,33        |
| Total                    | Total                    | Total                    | Total                    | 5 219        | 100          | 6 034       | 100         |
| Abstention               | Abstention               | Abstention               | Abstention               | 19 344       | 78,75        | 18 533      | 75,44       |
| Inscrits / participation | Inscrits / participation | Inscrits / participation | Inscrits / participation | 24 563       | 21,25        | 24 567      | 24.56       |

### Élections de 2024
Député sortant : Frantz Gumbs (Rassemblement saint-martinois)
| Candidat                 | Candidat                 | Parti et coalition       | Nuances                  | Premier tour | Premier tour | Second tour | Second tour |
| Candidat                 | Candidat                 | Parti et coalition       | Nuances                  | Voix         | %            | Voix        | %           |
| ------------------------ | ------------------------ | ------------------------ | ------------------------ | ------------ | ------------ | ----------- | ----------- |
|                          | Frantz Gumbs             | RSM (ENS)                | DVC                      | 2 867        | 41,44        | 3 942       | 56,02       |
|                          | Alexandra Questel,       | app. LR (UDC)            | DVD                      | 1 378        | 19,92        | 3 095       | 43,98       |
|                          | Philippe Philidor,       | UD                       | DVD                      | 1 170        | 16,91        |             |             |
|                          | Clément Chapdelaine      | REC                      | REC                      | 680          | 9,83         |             |             |
|                          | Ricardo Bethel           | GH                       | DIV                      | 399          | 5,77         |             |             |
|                          | Hervé Meunier            | SE                       | DIV                      | 230          | 3,32         |             |             |
|                          | Lila Krimi               | SE                       | DIV                      | 102          | 1,47         |             |             |
|                          | Diane Félix              | SE                       | DIV                      | 93           | 1,34         |             |             |
|                          |                          |                          |                          |              |              |             |             |
| Votes valides            | Votes valides            | Votes valides            | Votes valides            | 6 919        | 95,67        | 7 037       | 96,41       |
| Votes blancs             | Votes blancs             | Votes blancs             | Votes blancs             | 213          | 2,95         | 179         | 2,45        |
| Votes nuls               | Votes nuls               | Votes nuls               | Votes nuls               | 100          | 1,38         | 83          | 1,14        |
| Total                    | Total                    | Total                    | Total                    | 7 232        | 100          | 7 299       | 100         |
| Abstention               | Abstention               | Abstention               | Abstention               | 17 995       | 71,33        | 17 934      | 71,07       |
| Inscrits / participation | Inscrits / participation | Inscrits / participation | Inscrits / participation | 25 227       | 28,67        | 25 233      | 28,93       |